# Placerias

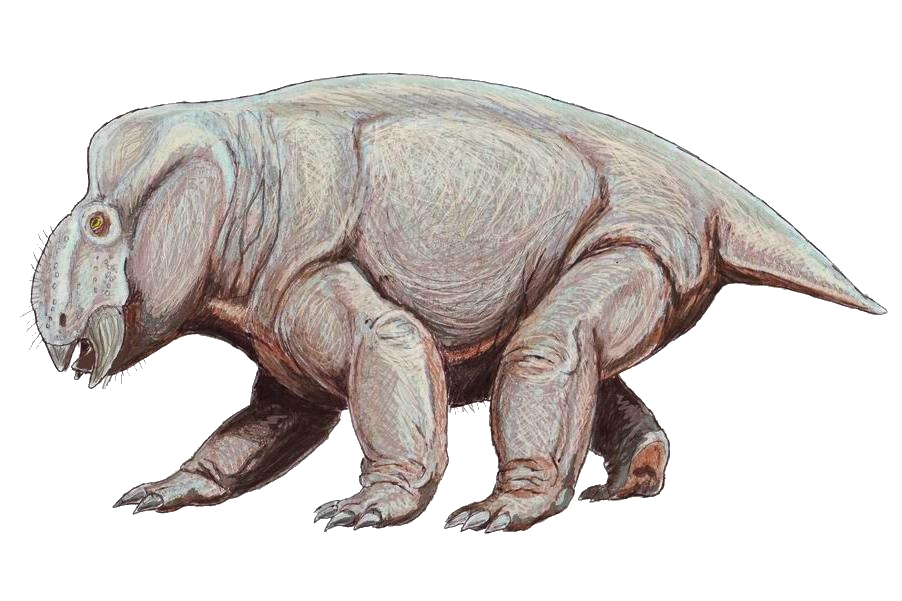
Placerias

Placerias (wat 'breed lichaam' betekent) is een geslacht van uitgestorven synapsiden uit het Laat-Trias (Carnien tot Norien, 230-220 miljoen jaar geleden). Het behoort tot de Dicynodonta, een groep van de zoogdierreptielen of synapsiden.
Placerias was een van de grotere planteneters van zijn tijd en kon drie meter lang en bijna een ton zwaar worden. In de bovenkaak had Placerias twee slagtanden, die vooral bij de mannelijke dieren groot waren. De overige tanden waren vervangen door een hoornige bek. De slagtanden werden waarschijnlijk gebruikt om planten uit te graven en om roofdieren zoals Postosuchus of Coelophysis af te schrikken. Placerias leefde in de woestijnen en steppegebieden van Noord-Amerika. Fossielen zijn onder meer gevonden in het Nationaal park Petrified Forest in Arizona.

## Beschrijving
Placerias was een van de grootste herbivoren in het Laat-Trias, met een grote schedel van 68 centimeter lang en een gewicht tot 1 ton met een krachtige nek, sterke poten en een tonvormig lichaam. Er zijn mogelijke ecologische en evolutionaire parallellen met het huidige nijlpaard, dat tijdens het natte seizoen veel tijd doorbracht met zich in het water wentelen en kauwen op oevervegetatie. Het verblijf in het water zou Placerias ook enige bescherming hebben geboden tegen landroofdieren, zoals Postosuchus. Placerias gebruikte zijn bek om door dikke takken en wortels te snijden met twee korte slagtanden die gebruikt konden worden voor verdediging en voor intra-specifiek vertoon. Placerias was nauw verwant aan Ischigualastia en vertoonde een soortgelijk uiterlijk.

## Ontdekking
Fossielen van veertig Placerias werden gevonden bij St. Johns, ten zuidoosten van het Versteende Woud in de Chinle-formatie van Arizona. Deze vindplaats is bekend geworden als de 'Placerias Quarry' en werd in 1930 ontdekt door Charles Camp en Samuel Welles van de University of California, Berkeley. Sedimentologische kenmerken van de vindplaats wijzen op een afzettingsmilieu met lage energie, mogelijk een overstromingsgebied of een rivieroever. De botten zijn meestal geassocieerd met moddersteen en een laag die talrijke carbonaatknobbels bevat. Het is ook bekend van de Pekinformatie van North Carolina.
Placerias werd oorspronkelijk beschouwd als de laatste van de dicynodonten, totdat in 2003 fossiele vondsten uit Queensland werden gemeld waaruit bleek dat de dicynodonten overleefden tot in het Vroeg-Krijt. Agnolin et al. (2010) riepen op tot een heroverweging van dat Australische exemplaar, waarbij ze wezen op de gelijkenis met baurusuchische krokodilachtigen zoals Baurusuchus pachecoi. Uiteindelijk werd ontdekt dat het dicynodonte specimen uit het Krijt toebehoorde aan een exemplaar van Diprotodon. De reusachtige dicynodont Lisowicia overleefde ook tot in het Laat-Trias.